# Karl Joseph Schulte

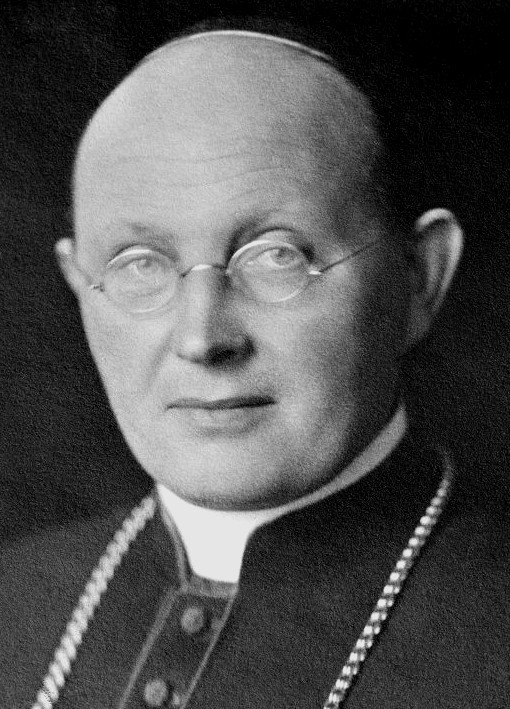
Karl Joseph Schulte

Wappen von Kardinal Schulte

Karl Joseph Kardinal Schulte (* 14. September 1871 in Haus Valbert bei Oedingen (heute Lennestadt); † 10. März 1941 in Köln) war von 1910 bis 1920 Bischof von Paderborn und von 1920 bis 1941 Erzbischof von Köln.

## Leben
Karl Joseph Schulte wurde als Sohn eines Kruppschen Beamten in Haus Valbert (bei Oedingen, damals Kreis Meschede im Sauerland) geboren. Die Schule schloss er mit dem Abitur auf dem Königlichen Gymnasium am Burgplatz in Essen ab. Er studierte Katholische Theologie an der Universität Bonn, der Theologischen und Philosophischen Akademie in Münster und an der Theologischen Akademie Paderborn. Nachdem er in Bonn aufgrund eines Wirtshausbesuches aus dem Theologenkonvikt entlassen worden war, empfing er am 22. März 1895 in Paderborn die Priesterweihe. Als Vikar und Religionslehrer war er anschließend sechs Jahre in der Ruhr-Gemeinde Witten tätig.
Ab 1901 wurde er als Repetent im Paderborner Theologenkonvikt Leoninum und seit 1903 im dortigen Priesterseminar eingesetzt. Anfang März desselben Jahres promovierte er bei Paul von Schanz an der Universität Tübingen mit einer Arbeit über Theodoret von Cyrus zum Dr. theol. 1905 folgte er einem Ruf als Professor für Apologetik und Kirchenrecht an die Akademie in Paderborn. Als Lehrstuhlinhaber war er seit 1909 Mitherausgeber der von der Paderborner Theologenschaft im gleichen Jahr begründeten Fachzeitschrift Theologie und Glaube.
Am 30. November 1909 wurde er vom Paderborner Domkapitel einstimmig zum Bischof von Paderborn gewählt und empfing am 19. März 1910 die Bischofsweihe durch Antonius Kardinal Fischer. Mitkonsekratoren waren der Bischof von Trier, Michael Felix Korum und der Bischof von Münster, Hermann Jakob Dingelstad. Am 12. April 1910 wurde er auch als Apostolischer Administrator des Apostolischen Vikariates Anhalt eingeführt. Im Gewerkschaftsstreit gehörte Schulte zu den Befürwortern konfessionsübergreifender christlicher Gewerkschaften und wandte sich bereits in der Vorkriegszeit gegen den intransigenten Standpunkt des 1914 verstorbenen Breslauer Kardinals Georg von Kopp. Im Ersten Weltkrieg initiierte er eine Kriegsgefangenenhilfe, die ihn über die Bistumsgrenzen hinaus bekannt machte. Aufgabe war neben der Gefangenenfürsorge vor allem die Auskunftsvermittlung über vermisste Soldaten.
Bei der Bischofswahl im Kölner Domkapitel nach dem Tod des Kölner Kardinals Felix von Hartmann 1919 setzte sich Schulte gegen den zweiten auswärtigen Kandidaten Bischof Adolf Bertram von Breslau durch. Karl Joseph Schulte, der Favorit des Domkapitels, Preußens und Roms war, wurde am 15. Januar 1920 zum Erzbischof von Köln gewählt und am 25. März inthronisiert. Ein Jahr später, am 7. März 1921, kreierte ihn Papst Benedikt XV. zum Kardinal mit der Titelkirche Santi Quattro Coronati. Schulte war Teilnehmer der Konklave 1922 und 1939. Am 30. November 1924 konnte er mit der Petersglocke die größte freischwingende läutbare Glocke der Welt für den Kölner Dom weihen.
Wie schon in Paderborn lag dem Erzbischof vor allem die Verbesserung der akademischen und spirituellen Priesterausbildung am Herzen. Außerdem kümmerte er sich um die Reform und Modernisierung der Diözesanverwaltung. 1925 beschloss er die Neugliederung der Dekanate innerhalb des Erzbistums. 1929 wurde nach dreijähriger Bauzeit das neue Kölner Priesterseminar in der zu dieser Zeit noch eigenständigen Gemeinde Bensberg eingeweiht, in dem sich heute ein nach Kardinal Schulte benanntes Tagungszentrum befindet.
Im Jahr 1930 wurde das Bistum Aachen als Suffraganbistum des Erzbistums Köln wiedererrichtet und der bisherige Kölner Generalvikar Joseph Vogt wurde von Schulte als neuer Bischof von Aachen eingeführt. Auf Schultes Initiative erfolgte 1931 die Heiligsprechung von Albertus Magnus. Am 16. Dezember 1931 gründete Schulte das Albertus-Magnus-Institut in Bonn zur kritischen Edition der Werke des Kirchenlehrers. Schulte eröffnete auch den Seligsprechungsprozess von Adolph Kolping.
Im März 1931 warnten die Bischöfe der Kölner Kirchenprovinz in einem Mahnwort vor den Irrlehren des Nationalsozialismus, die mit den Lehren der katholischen Kirche nicht vereinbar seien.

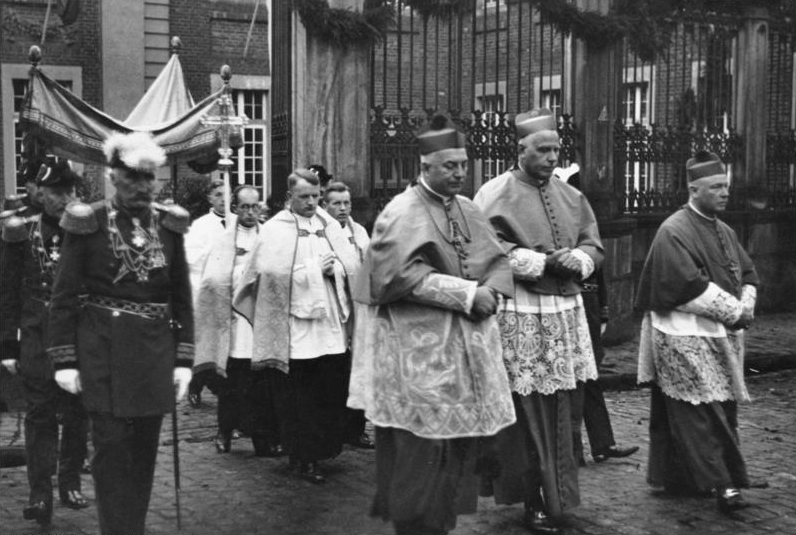
Weihe des Bischofs von Münster: Der neue Bischof Clemens August Graf von Galen wird von Kardinal-Erzbischof Karl Joseph Schulte von Köln, Bischof Franz Rudolf Bornewasser von Trier und Bischof Wilhelm Berning von Osnabrück in den Dom geleitet (28. Oktober 1933)

In der Zeit des Nationalsozialismus nahm Schulte innerhalb des ab 1935 in der Frage der Haltung gegenüber staatlichen Kompetenzüberschreitungen und Verbrechen gespaltenen deutschen Episkopats eine wenig profilierte Stellung ein und folgte weitgehend der sehr vorsichtigen Eingabepolitik seines aus Paderborner Zeiten vertrauten Freundes und Breslauer Kollegen Kardinal Bertram, des Vorsitzenden der Fuldaer Bischofskonferenz. Im Februar 1934 traf Schulte mit Adolf Hitler zusammen und drang auf Einhaltung der Konkordatsbestimmungen. Im März des gleichen Jahres ließ er im Erzbistum Köln eine „Abwehrstelle gegen antichristliche Propaganda“ einrichten, die das kirchliche Milieu vor nationalsozialistischer Einflussnahme schützen sollte; zum Leiter berief er den Kölner Kaplan Joseph Teusch, den er zum Domvikar ernannte. Die Abwehrstelle verbreitete neben zahlreichen Broschüren, die sich aus katholischer Perspektive mit der Lehre des Nationalsozialismus befassten, vor allem die Katechismuswahrheiten und die anonym veröffentlichten kritischen Studien zum Mythus des 20. Jahrhunderts, die Christen im ganzen Deutschen Reich erreichten. Die Tatsache, dass Kardinal Schulte sein Einverständnis zur Herausgabe der Studien in Köln zunächst zurückzog, worauf Bischof Clemens August Graf von Galen die Erstpublikation im Bistum Münster besorgte, verdeutlicht die unterschiedliche Haltung beider Hirten im Hinblick auf das kirchliche Auftreten gegenüber dem nationalsozialistischen Regime.
Unterschiedliche Auffassungen von Seelsorge zeigten sich auch im Kampf um die Bekenntnisschule, der in der katholischen Hochburg Köln kein unwesentliches Thema war. Schulte legte in Hirtenworten und anderen Verlautbarungen vielfachen Protest gegen die von den NS-Behörden im Widerspruch zu den Vereinbarungen des Reichskonkordats verfügte Schließung der Bekenntnisschulen ein und ließ sogar in den Gottesdiensten des gesamten Bistums darüber abstimmen. Alle diese Aktivitäten blieben wirkungslos. Schulte änderte seinen legalistischen Kurs dennoch nicht und agierte trotz offenkundiger Erfolglosigkeit weiterhin so, als ob sich der Konkordatspartner grundsätzlich an Recht und Gesetz halte. Sein dadurch bedingt äußerst defensiver kirchenpolitischer Kurs wurde besonders nach dem Ende des Dritten Reiches oft kritisiert.
Seit Jahren schwer herzkrank, verstarb Schulte in der Nacht zum 11. März 1941 nach einem schweren Fliegerangriff auf Köln an akutem Herzversagen. Er wurde am 17. März im Kölner Dom beigesetzt, die Traueransprache hielt Bischof Bornewasser von Trier.
Schulte war Mitglied der katholischen Studentenverbindungen KDStV Novesia Bonn (seit 1891) und KDStV Sauerlandia Münster im CV.

## Ehrungen
Karl Joseph Schulte wurde am 22. März 1920, nach seiner Ernennung zum Erzbischof von Köln, die Ehrenbürgerwürde der Stadt Paderborn verliehen.